# Хосе Марія Мартін Бехарано-Серрано
Хосе Марія Мартін Бехарано-Серрано (ісп. José María Martín Bejarano-Serrano, нар. 6 грудня 1987, Рота), відомий як Хосе Марі (ісп. José Mari — іспанський футболіст, півзахисник клубу «Кадіс».

## Ігрова кар'єра
У дорослому футболі дебютував 2007 року виступами за команду «Атлетіко Санлукеньйо», в якій провів два сезони, взявши участь у 56 матчах чемпіонату. 
Згодом з 2009 по 2012 рік грав на рівні Сегунди Б за «Реал Мурсія Б» та «Реал Хаен».
2012 року перейшов до вищолігового «Реал Сарагоса», де був гравцем ротації, провівши по одному сезону в Ла-Лізі і Сегунді.
Протягом 2014–2015 років звхищав кольори американського «Колорадо Репідс», а згодом знову грав у найвищому дивізіоні Іспанії, цього разу у складі «Леванте».
2016 року уклав контракт із друголіговим «Кадісом», за чотири роки допоміг команді підвищитися в класі і повернувся до Ла-Ліги у її складі.